# Primula maximowiczii
Primula maximowiczii är en viveväxtart som beskrevs av Eduard August von Regel. Primula maximowiczii ingår i släktet vivor, och familjen viveväxter. Utöver nominatformen finns också underarten P. m. flaviflorida.